# Lepeophtheirus parvicruris
Lepeophtheirus parvicruris is een eenoogkreeftjessoort uit de familie van de Caligidae. De wetenschappelijke naam van de soort is voor het eerst geldig gepubliceerd in 1920 door Fraser.